# DNS Black Listing
Le DNS Black Listing (DNSBL) est une méthode permettant de consulter une liste noire d'émetteurs de courrier électronique en utilisant le protocole DNS. Le nom DNS Black Listing vient de l'expression anglaise black list qui signifie liste noire.
Il existe de nombreux services de ce type,, chacun utilise des méthodes diverses pour l'inclusion et le retrait de la liste noire. Celle-ci inclut les adresses IP des machines connues pour être la source de spam, des plages d'adresses utilisées par les fournisseurs d'accès à Internet qui hébergent des spammeurs, ou encore des adresses IP qui ont tenté d'envoyer des messages à des systèmes honeypot.
Les DNSBL font l'objet de controverse depuis la création du premier système en 1997. Les gestionnaires de serveur de messagerie qui y ont recours les considèrent comme des outils anti-spam efficaces, tandis que d'autres y voient une forme de censure et d'arbitraire, les critères d'inclusion et d'exclusion relevant du seul gestionnaire du DNSBL. Certains DNSRBL ont fait l'objet de poursuites judiciaires intentées par des spammeurs.

## Histoire
Le premier système anti-spam en temps réel est le Real-time Blackhole List (RBL) géré par Paul Vixie et qui consiste en un feed BGP. Il est ensuite converti par Eric Ziegast pour faire usage du DNS dans le cadre du système MAPS (en). Le DNS permet une utilisation ciblée par les serveurs de messagerie comme sendmail.
D'autres systèmes suivent bientôt, comme le système ORBS (en) d'Alan Brown, qui détecte les serveurs de messagerie qui autorisent le relais, ces derniers étant exploités par les spammeurs. Cette méthode suscite la controverse, la méthode étant jugée invasive.
En 2003, certains DNSBL font l'objet d'attaques par déni de service dont l'origine n'est pas établie. L'opérateur Osirusoft s'est vu contraint de cesser ses activités à la suite des attaques répétées.

## Fonctionnement
Quand un serveur de messagerie électronique qui fait appel à un service de DNS black listing reçoit une connexion d'une adresse IP, il interroge le DNS pour vérifier si cette adresse est reprise dans une liste d'adresses IP connues pour avoir recours au spam. Le nom de domaine est construit à partir de l'adresse IP et est sous le contrôle du gestionnaire du service DNSBL. Une adresse IP 192.0.2.1 conduira par exemple à une requête DNS du nom de domaine 1.2.0.192.dnsrbl.example.net. En fonction de la réponse (NXDOMAIN, A ou encore TXT), la connexion sera permise ou non.